# Folketing
A Folketing Dánia parlamentje. Neve annyit jelent, mint „a nép tingje” (ting: törvényhozó gyűlés).
1849 és 1953 között a kétkamarás parlament egyik háza volt (a másik a Landsting), de mivel azonos hatalommal bírtak, nem lehet alsó- és felsőházról beszélni. A különbség az összetételben mutatkozott meg: a Folketing az értelmiség, polgárság és parasztság képviselőit, míg a Landsting a régi arisztokrácia tagjait tömörítette.
Az 1953-ban népszavazáson elfogadott új alkotmány értelmében a Folketing az egykamarás parlament. Székhelye 1849 óta a Christiansborg palota Koppenhága központjában.

## Pártok és választások
Parlamenti választásokat Dániában négy évente rendeznek. A Folketingnek 179 képviselője van. 2-2 főt delegál Feröer és Grönland; 135 képviselőt 17 körzetben, az arányosság elve alapján választanak, a fennmaradó 40 helyet pedig országos listák alapján osztják el.

## Korábbi választási eredmények

### A 2015. június 18-i választások eredményei
| Párt                                                  | Szavazat  | %    | Hely |
| ----------------------------------------------------- | --------- | ---- | ---- |
| Dánia                                                 | 3 600 635 |      | 175  |
| Szociáldemokraták (Socialdemokraterne) (A)            | 925 288   | 26,3 | 47   |
| Dán Néppárt (Dansk Folkeparti) (O)                    | 741 173   | 21,1 | 37   |
| Venstre (Liberálisok) (V)                             | 684 223   | 19,5 | 34   |
| Vörös-Zöld Szövetség (Enhedslisten) (Ø)               | 273,870   | 7,8  | 14   |
| Liberális Szövetség (Liberal Alliance) (I)            | 264 449   | 7,5  | 13   |
| Dán Alternatíva (Alternativet) (A)                    | 168 585   | 4,8  | 9    |
| Dán Szociálliberális Párt (Det Radikale Venstre) (B)  | 177 161   | 5,1  | 9    |
| Dán Szocialista Néppárt (Socialistisk Folkeparti) (F) | 148 027   | 4,2  | 7    |
| Konzervatív Néppárt (Det Konservative Folkeparti) (C) | 118 015   | 3,4  | 6    |
| Kereszténydemokraták (Kristendemokraterne) (K)        | 29 148    | 0,8  | 0    |
| Párt nélküli jelöltek                                 | 3 027     | 0,2  | 0    |
| Grönland                                              |           |      | 2    |
| Inuit Ataqatigiit (Inuit Közösség)                    | 7904      | 38.5 | 1    |
| Siumut (Előre)                                        | 7831      | 38.2 | 1    |
| Atassut (Közösségi Érzés)                             | 1753      |      | 0    |
| Demokraatit (Demokraták)                              | 1526      |      | 0    |
| Feröer                                                |           |      | 2    |
| Tjóðveldi (Köztársaság Párt) (E)                      | 5730      | 24,5 | 1    |
| Javnaðarflokkurin (Szociáldemokrata Párt) (JF)        | 5666      | 24,3 | 1    |
| Sambandsflokkurin (Unionista Párt) (B)                | 5500      | 23,5 | 0    |
| Fólkaflokkurin (Néppárt) (A)                          | 4368      | 18,7 | 0    |
| Framsókn (Progresszívek) (F)                          | 749       | 3,2  | 0    |
| Miðflokkurin (Centrum Párt) (H)                       | 605       | 2,6  | 0    |
| Sjálvstýrisflokkurin (Önkormányzás Párt) (D)          | 403       | 1,6  | 0    |
| Összesen (részvétel: 85,3%)                           |           |      | 179  |

### A 2005. február 8-i választások eredményei
| Párt                                              | Szavazat | %    | Hely |
| ------------------------------------------------- | -------- | ---- | ---- |
| Venstre (Liberálisok)                             | 974 657  | 29,0 | 52   |
| Socialdemokraterne (Szociáldemokraták)            | 867 933  | 25,9 | 47   |
| Dansk Folkeparti (Dán Néppárt)                    | 444 205  | 13,2 | 24   |
| Det Konservative Folkeparti (Konzervatív Néppárt) | 345 132  | 10,3 | 18   |
| Det Radikale Venstre (Dán Szociálliberális Párt)  | 307 132  | 9,2  | 17   |
| Socialistisk Folkeparti (Szocialista Néppárt)     | 201 162  | 6,0  | 11   |
| Enhedslisten (Vörös-Zöld Szövetség)               | 111 394  | 3,4  | 6    |
| Kristendemokraterne (Kereszténydemokraták)        | 57 836   | 1,7  | 0    |
| Centrum-Demokraterne (Centrum Demokraták)         | 33 635   | 1,0  | 0    |
| Minoritetspartiet (Kisebbség Párt)                | 8883     | 0,3  | 0    |
| Siumut (Előre, Grönland)                          |          |      | 1    |
| Inuit Ataqatigiit (Inuit Közösség, Grönland)      |          |      | 1    |
| Tjóðveldisflokkurin (Köztársaság Párt, Feröer)    |          |      | 1    |
| Fólkaflokkurin (Néppárt, Feröer)                  |          |      | 1    |
| Összesen (részvétel: 84,4%)                       |          |      | 179  |